# One Shot (chanson)
Pour les articles homonymes, voir One shot.
Singles de Maître Gims
VQ2PQ
(2013) Ça marche
(2013)
One Shot est une chanson de Maître Gims avec la participation du rappeur Dry extraite de l'album Subliminal sorti en mai 2013. La chanson est écrite et composée par Dry, Maître Gims et Renaud Rebillaud.

## Classements
| Classement                               | Meilleure position |
| ---------------------------------------- | ------------------ |
| Belgique (Flandre Ultratip 100)          | 7                  |
| Belgique (Wallonie Ultratop 50 Singles)  | 25                 |
| Belgique (Wallonie Ultratip 50)          | 6                  |
| Belgique (Wallonie Ultratop 50 Airplay)  | 20                 |
| Belgique (Wallonie Ultratop 50 Dance)    | 3                  |
| Belgique (Wallonie Dance Bubbling Under) | 1                  |
| France (SNEP)                            | 16                 |